# Primer amor (canção)
"Primer Amor" é uma canção gravada pela cantora e atriz mexicana Anahí, é o primeiro single do seu quarto álbum de estúdio Baby Blue, lançada em maio de 2000.
A canção tem um ritmo lento, pertencente aos gêneros teen pop e pop latino. A canção é tema da novela na qual a cantora foi a protagonista, chamada Primer amor... a mil por hora, incluída também na trilha sonora da novela.
O vídeo musical da canção foi dirigido por Pedro Damián. Anahí aparece cantando demonstrando que está deixando de ser uma menina para virar uma mulher.
A canção foi número três no México. Em setembro de 2000, o vídeo musical foi indicado ao Billboard Video Awards, como melhor vídeo clipe de artista revelação do ano.

## Faixas e formatos
Download digital (versão álbum)
1. "Primer Amor" – 5:06

## Prêmios e indicações
| Ano  | Premiação              | Categoria                                      | Resultado | Ref.  |
| ---- | ---------------------- | ---------------------------------------------- | --------- | ----- |
| 2000 | Billboard Video Awards | Melhor vídeo clipe de artista revelação do ano | Indicado  | [ 2 ] |